# 杉山菜摘
杉山 菜摘（すぎやま なつみ、本名非公開、1987年7月21日 - ）は東京都出身のタレント。松竹芸能所属。

## 人物
- 特技はフルート・書道。
- 趣味はフットサル。
- 2007年、松竹芸能の芸能人女子フットサルチーム「蹴竹G」に入団。背番号は「6」。2009年1月のチーム解散まで所属していた。

## 出演

### テレビ
- モバタレGREAT（日本テレビ）
- グラビアの美少女（MONDO21）
- 今夜もドル箱（テレビ東京） - 同じ事務所の木下隆行(TKO)と共にゲスト出演。
- リンカーン（TBSテレビ）- 2010年2月2日
- 石川さん情報Live リフレッシュ（石川テレビ）
- オンガク開放区（テレビ神奈川）
- 爆裂エレキングダム!!（スペースシャワーTV）
- 芸人報道（日本テレビ）- 2012年6月12日

### インターネット放送
- アメリカザリガニのアイドル★チェキ!II(GyaOジョッキー、2009年8月10日ゲスト出演)